# Kreców
Kreców (w latach 1977–1981 Sady) – wieś w Polsce położona w województwie podkarpackim, w powiecie sanockim, w gminie Tyrawa Wołoska. Leży w dolinie potoku dopływu Tyrawki.
Wieś wchodzi w skład sołectwa Rozpucie.

## Historia
Od 1340 do 1772 ziemia sanocka, województwo ruskie. Do 1914 powiat sanocki, pow. podatkowy Bircza, austriacka Prowincja Galicja.
Właścicielami posiadłości tabularnej w Krecowie byli Józefa Giebułtowska (poł. lat 50 XIX wieku). Ludwik Ossuchowski (stan z 1868), Zygmunt Rosowski (stan z 1872), Władysław Nowacki (lata 80, 90 XIX wieku, zm. 1901), Józefa Nowacka (stan z 1904), Stanisław Ossoliński (1914, 1918).
W latach 1975–1998 miejscowość administracyjnie należała do województwa krośnieńskiego.
We wsi znajdowała się drewniana cerkiew Objawienia Pańskiego rozebrana w 1980.